# Cedar megye (Iowa)
Cedar megye az Amerikai Egyesült Államokban, azon belül Iowa államban található. Lakosainak száma 18 505 fő (2020. április 1.). Cedar megye Jones, Muscatine, Clinton, Scott, Linn és Johnson megyékkel határos.

## Népesség
A megye népessége az elmúlt években az alábbi módon változott:
| Lakosok száma | 18 514 | 18 453 | 18 440 | 18 393 | 18 340 | 18 505 |
|               | 2010   | 2011   | 2012   | 2013   | 2015   | 2020   |